# Archavir Chiragian
Archavir Chiragian (en arménien : Արշավիր Շիրակեան Aršavir Širakean), né en 1900 à Constantinople et mort le 12 avril 1973 à Hackensack (New Jersey), est un militant, intellectuel et un écrivain arménien de nationalité américaine. 
Il est connu pour être l'un des assassins de Saïd Halim Pacha (en 1921) et de Djemal Azmi (en 1922), dans le cadre de l'Opération Némésis menée par la Fédération révolutionnaire arménienne. Il est également connu pour l'écriture de ses mémoires (en arménien : Կտակն էր Նահատակներուն) qui constitue un témoignage relatif au génocide arménien ainsi que sur certains aspects de l'opération Némésis.

## Biographie

### Débuts
Archavir Chiragian est né à Constantinople dans l'Empire ottoman en 1900,.
Chiragian grandit autour de nombreux membres de la Fédération révolutionnaire arménienne. Pendant la période du génocide arménien, Chiragian avait la tâche de faire de la contrebande d'armes et de transmettre des messages secrets parmi les membres du parti. Chiragian décrit, dans ses mémoires que, pendant ces jours, il y avait beaucoup de rassemblements de haine contre les Arméniens et que de nombreux établissements arméniens ont été vandalisées comme l'hôtel Tokatlian,.

### OpérationNémésis
La première cible de Archavir Chiragian est le traître arménien Vahé Ihssan (Essayan). Selon ses mémoires, Vahé Ihssan était « un traître qui était méprisé et rejeté par ses compatriotes, ses parents, et plus tard par ses propres enfants » et « contribué à l'élaboration de la liste des notables arméniens qui furent arrêtés et déportés en 1915 ». Chiragian assassine Ihssan le 27 mars 1920 à Constantinople.
Chiragian a été chargé d'assassiner Saïd Halim Pacha, alors qu'il était en exil à Rome, Italie. Chiragian a élu domicile dans une maison au 28 Via Cola di Rienzo à Rome. Le 5 décembre 1921, Chiragian assassine Saïd Halim Pacha, alors qu'il était dans un taxi en destination de son domicile rue Via Eustacchio,,,.
Chiragian, avec Aram Yerganian, ont eu plus tard la tâche d'assassiner deux autres responsables, Djemal Azmi et Behaeddine Chakir, qui étaient à Berlin. Le 17 avril 1922, Chiragian et Yerganian rencontrent Azmi et Chakir marchant avec leurs familles dans la rue Uhlandstrasse. Chiragian réussit à tuer seulement Azmi et blesse Chakir. Yerganian courut immédiatement après Chakir et le tue d'une balle dans la tête,.

### Plus tard
Archavir Chiragian finit par épouser sa femme Kayane et déménage à New York en 1923, où ils ont eu une fille, Sonia. Il a également été actif dans la vie publique dans la région de New York/New Jersey et dans sa communauté arménienne.
Il a publié ses mémoires en 1965, intitulés Կտակն էր նահատակներուն (en français : Le testament des martyrs). Ses mémoires ont finalement été traduits en français (La dette du sang, 1982, 1984 et 2006, par Annick Pélissier), en anglais (The Legacy, 1976, par Sonia Chiragian) et en italien (Condannato A Uccidere: Memoire di un Patriota Armeno, 2005, par Vasken Pambakian).
Chiragian meurt en 1973 à l'âge de 73 ans et est enterré dans le cimetière de Hackensack dans le New Jersey.
Il est reconnu et honoré comme un héros national par les Arméniens.

## Œuvres
- (en) Arshavir Shirakian (trad. Sonia Shirakian), The legacy : Memoirs of an Armenian Patriot [« Կտակն էր Նահատակներուն) »], Boston, Hairenik Press,‎ 1976 (OCLC 4836363)
- Archavir Chiragian (trad. de "The legacy" de l'anglais par Annick Pélissier), La Dette de sang : Un Arménien traque les responsables du génocide, 1921-1922, omplexe, 2006, 335 p. (ISBN 978-2804800963, lire en ligne)